# برمجيات تتبع الوقت
برمجيات تتبع الوقت هي فئة من برامج الكمبيوتر التي تسمح لمستخدميها لتسجيل الوقت الذي يقضيه في المهام. ويستخدم هذا البرنامج في العديد من الصناعات، بما في ذلك تلك التي تستخدم العمال بالساعة وهؤلاء المهنيين الذين فاتورة عملائها في كل ساعة، مثل المحامين والمحاسبين . وهو يمثل النسخة الإلكترونية من الورق التقليدي الجدول الزمني . تتبع الوقت يمكن تمكين زيادة الإنتاجية، وأفضل الأعمال التجارية فهم ما الممارسات التجارية تؤدي إلى إهدار للوقت. هذا النوع من البرامج يشجع المساءلة للشركات الكبيرة، ويسمح أصحاب الأعمال للحفاظ على جميع البيانات في الوقت في موقع مركزي. وكثير هذه الطرود تسمح الجيل التلقائي للفواتير للعملاء المهنية أو العملاء بناء على الوقت الذي يقضيه ورسم البياني للساعة، وتسمح للفواتير إضافية من التكاليف ذات الصلة إلى كل عميل أو الملف. العديد من شركات البرمجيات لتتبع الوقت تقدم إدارة القوى العاملة الحزم التي تشمل الوقت والحضور، وجدولة، وإدارة غياب، والموارد البشرية، والرواتب، وإدارة المواهب، وتحليلات العمل.

## برمجيات تتبع الوقت
برمجيات تتبع الوقت يمكن أن تكون . مستقلة أو متكاملة وهناك مفهومان للتتبع .

### مستقل
(تستخدم فقط لالجداول الزمنية قياسية، وتوليد تقارير)؛

### متكاملة
كجزء من .
النظم المحاسبية (على سبيل المثال بيانات الجدول الزمني تغذية مباشرة إلى حسابات شركة)؛
أنظمة الفوترة (على سبيل المثال لتوليد الفواتير، وخاصة بالنسبة للمقاولين، والمحامين، الخ)؛
أنظمة إدارة المشاريع (على سبيل المثال بيانات الجدول الزمني المستخدمة من قبل برامج إدارة المشروع لتصور الجهود التي تنفق على المشاريع أو المهام)؛
نظم كشوف المرتبات (على سبيل المثال لدفع الموظفين على أساس الوقت عملت)؛
جدولة الموارد (مثل التكامل ثنائية الاتجاه تسمح المنظمون لجدولة الموظفين على الوظائف، والتي، مرة واحدة كاملة، ويمكن التأكد من وتحويلها إلى الجداول الزمنية).

## برامج الجدول الزمني
برامج الجدول الزمني
برامج الجدول الزمني تستخدم للحفاظ على الجداول الزمنية . وكانت هذه هي الهدف الاساسي من برامج تتبع الوقت عندما جاءت أجهزة الكمبيوتر إلى العديد من المكاتب، وذلك بهدف استبدال جميع الأوراق الثقيلة لمزيد من التنظيم.وتقصير الوقت الذي يقضيه أداء المهام المختلفة أثناء العمل.
عند استخدامها داخل الشركات والموظفين تدخل وقتهم إلى الجدول الزمني الإلكتروني ومن ثم يمكن قبول أو رفض من قبل المشرفين أو مديري المشاريع.منذ عام 2006، عادت برامج الجدول الزمني متوفر على (الهواتف الذكية، وأقراص، الخ) مما يتيح أفضل استخدام لتتبع الموظفين الذين تنطوي أعمالهم على عدة مواقع العمل.

## الامثلة
- mSpy مراقبةُ النشاطات اليومية للأطفال والموظفين.
- ExactSpent 2006 هومن برامج تتبع الوقت .[1]

## روابط خارجية
- برنامج تتبع الوقت من الجوال
- برنامج تتبع الوقت للكبميوتر